# Betta foerschi
Бійці́вська ри́бка Фьо́рша (Betta foerschi) — тропічний прісноводний вид риб з родини осфронемових (Osphronemidae), підродина макроподових (Macropodusinae).
Отримав назву на честь німецького лікаря й акваріуміста Вальтера Фьорша (нім. Walter Försch) з Мюнхена, який зібрав серію зразків, на основі яких був зроблений опис виду.

## Поширення

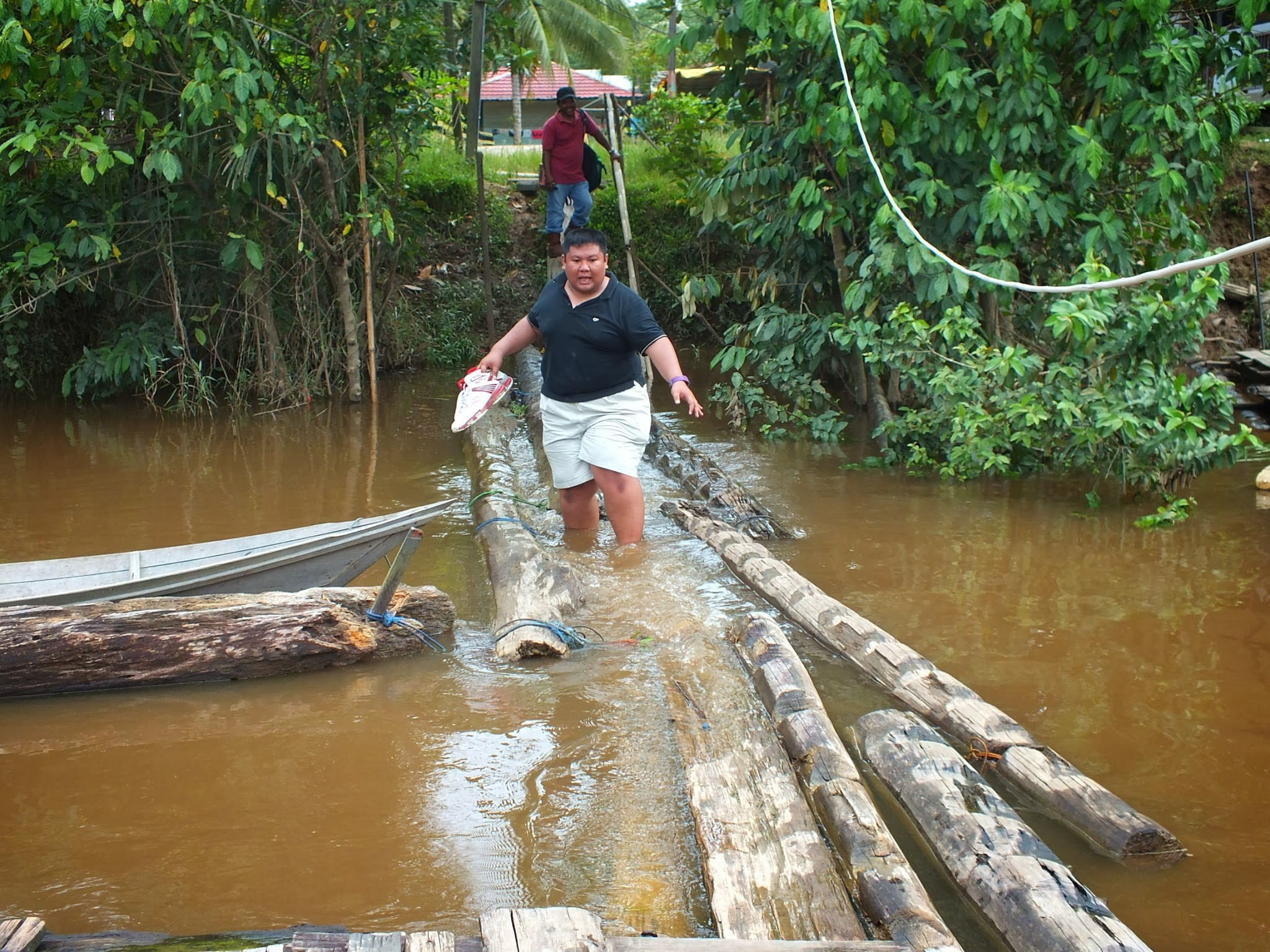
Чорноводна річка в Центральному Калімантані.

Вид поширений в індонезійській частині острова Калімантан (провінція Центральний Калімантан), проте область його поширення ще не достатньо досліджена. Орієнтовна площа ареалу Betta foerschi становить 4100 км². Типова місцевість Паланган (індонез. Palangan) знаходиться в басейні річки Ментая (індонез. Sungai Mentaya), приблизно за 250 км на північний захід від міста Банджармасін.
Водиться в так званих «чорних водах», струмках та ставках, що протікають серед торфових боліт вологого тропічного лісу. Вода в них часто забарвлена гуміновими кислотами та іншими речовинами, що виділяються при розкладанні органічного матеріалу. Вміст розчинених мінералів незначний і твердість води не перевищує 4 °dH, показник pH знаходиться в межах 4,0-6,0, а температура 24-26 °C.
Широкомасштабне вирубування торфових болотних лісів, що відбувається в останні роки у зв'язку з промисловою заготівлею деревини та організацією плантацій монокультурних рослин, несе загрозу для цього виду. Знищення торф'яних боліт, які можуть постраждати від деградації або через розчищення лісів, позбавляє цих риб природного середовища існування. За прогнозами, Betta foerschi може щезнути в природі до 2050 року.

## Опис
Максимальна загальна довжина 7,0 см. Стандартна (без хвостового плавця) довжина досліджених зразків становила 32,7-50,4 мм; загальна довжина 127,2-133,5 %, довжина голови 26,2-30,0 %, предорсальна (до початку спинного плавця) довжина 63,3-67,1 %, висота тіла 26,6-28,9 % стандартної довжини. У спинному плавці 0-1 твердий промінь та 8-9 м'яких, в анальному 2 твердих і 24-25 м'яких, в черевних 1 твердий і 5 м'яких, в грудних по 12 променів, в хвостовому 11. У бічній лінії 31 луска.
Тіло коричневе, з бронзовим лиском; плавці темно-зелені; на зябрових кришках присутня пара яскравих вертикальних смужок. Спинний плавець має тонку білу смужку по краю.
Самці трохи стрункіші за самок, мають більші за площею плавці та інтенсивніше забарвлення. Смужки на зябрових кришках у них оранжево-червоні, тоді як у самок — золотаво-жовті. Самки зі зрілою ікрою мають товсте світле черево.

## Розмноження
Betta foerschi належить до числа видів, у яких самець інкубує ікру в роті. Проте їхня нерестова поведінка відрізняється від більшості бійцівських рибок цієї групи. Вона більше нагадує нерест видів, що будують на поверхні води гніздо з піни. Спаровування відбувається в тісних обіймах, коли самець обгортає своє тіло навколо самки, при цьому остання опиняється черевом догори. В такому стані пара в заціпенінні опускається до дна. Першим до тями приходить самець, він відразу починає збирати ікру, що лежить на дні. Іноді згодом до нього приєднується й самка, але в цього виду немає прямої передачі ікри. Самка випльовує зібрані ікринки не в напрямку самця, як це характерно для бійцівських рибок, що інкубують ікру в роті, а в напрямку поверхні води, ніби до гнізда, якого у Betta foerschi немає. Вже тоді самець підбирає ікру, що падає до дна.
Самець інкубує ікру в горловому мішку протягом 6-10 днів, а тоді випускає близько 50 мальків. Період інкубації ікри коротший, ніж в інших видів, які інкубують ікру в роті.

## Систематична позиція
Цей вид дав назву групі близьких видів Betta foerschi, що включає B. foerschi, B. strohi, B. mandor. Ці види дуже схожі й відрізняються, головним чином, окремими деталями забарвлення. Деякі фахівці вважають їх лише локальними варіантами Betta foerschi.
Філогенетична позиція B. foerschi показує, що цей вид більш тісно пов'язаний з видами, що будують гнізда з піни (групи видів B. splendens і B. coccina), ніж з видами, що інкубують ікру в роті. З видами, що інкубують ікру в роті, B. foerschi пов'язує структура поверхні ікри, тоді як з видами, що будують гнізда, спільним є характер забарвлення, форма голови, поведінка під час нересту. У представників групи B. foerschi голова помітно вужча, ніж в інших видів, що інкубують ікру в роті. Співвідношення довжини голови до стандартної довжини у B. foerschi становить 3,45-3,8, що більше відповідає аналогічними показникам для видів, що будують гнізда з піни (3,5-5), ніж для типових видів, що інкубують ікру в роті (3-3,3). В момент відкладання ікри самець B. foerschi тісно обгортається своїм тілом навколо самки й перевертає її черевом догори, так само, як це відбувається у видів, що будують гнізда з піни. У типових видів, що інкубують ікру в роті, обійми є не такими тісними, а самка лише повертається на бік, а то й взагалі залишається в нормальному положенні. Відсутня в B. foerschi й передача ікри з рота в рот від самки самцеві, характерна для цієї групи бійцівських рибок.

## Утримання в акваріумі
Бійцівську рибку Фьорша тримають в акваріумах. Вперше вона була завезена до Європи 1978 року, це зробили Вальтер Фьорш та Едіт Кортгауз (нім. Edith Korthaus). Продаються переважно риби, виловлені в природних водоймах. Розведення їх в неволі є непростим. Betta foerschi є типовою «чорноводною» рибою, яка для розведення потребує дуже м'якої та кислої води. Рекомендуються такі параметри: твердість 0,0–4,0 dH; показник pH 4,0-6,0; температура 24-26 °C.